# Болдирєв Олександр Васильович
Олександр Васильович Болдирєв (23 серпня 1963, Одеса, УРСР — 29 грудня 2001, Одеса, Україна) — український історик, політолог, публіцист, дослідник історії українського національного руху, другої половини ХІХ — початку ХХ ст., історії Хаджибея (Одеси) XVI — XVIII ст. та національних громад на Півдні України.

## Життєпис
Закінчив Одеський інститут холодильної промисловості (1985 р.) та історичний факультет Одеського державного університету імені І. І. Мечникова (1992 р.). Працював науковим співробітником в Одеському історико-краєзнавчому музеї. Навчався в аспірантурі Одеського державного університету імені І. І. Мечникова. 1995 р. О. Болдирєв успішно захистив дисертацію на здобуття ступеня кандидата політичних наук «Політичний світогляд українських громад другої пол. ХІХ ст.».Працював у ВНЗ Одеси. У 1996—2001 рр. — очолював відділ міжнародної інформації Одеської незалежної газети «Юг». У 1999—2000 рр. О.Болдирєв навчався на факультеті права Страсбурзького університету Роберта Шумана, який закінчив зі ступенем магістра (магістерська дисертація: «Ukrainian Nationalism and Minorities Question. Odessa's Paradoxes 1989—1989» / «Український націоналізм та національні меншини. Одеські парадокси 1989—1999»). Останній рік життя, О.Болдирєв викладав на кафедрі філософії Одеського національного морського університету.

## Науковий доробок
О.Болдирєв — автор низки наукових та науково-популярних публікацій. 1993 р. О. Болдирєв упорядкував та видав в Одесі збірку «Історичні постаті України», де були зібрані біографії визначних діячів української історії: гетьманів Д. Вишневецького, П. Сагайдачного, Б. Хмельницького, П. Дорошенка, І. Мазепи, П. Полуботка та П. Орлика, написані відомими вітчизняними і зарубіжними авторами. За часів, коли відчувався брак наукової літератури з української історії, збірка мала значний загальноукраїнський резонанс.
1994 р. О. Болдирєв опублікував монографію «Одеська громада. Історичний нарис про українське національне відродження в Одесі у 70-ті рр. ХІХ — почат. ХХ ст.», де одним з перших в історіографії детально розглянув історію одеської української громади (лідер Л.Смоленський) та її наступниці — одеської «Просвіти» 1905—1909 рр.
Того ж року О.Болдирєв видав книгу «Одесі — 600: історичний нарис», в якій доводив, що Одеса має вважати часом свого заснування не 1794 р., а 1415 рік. Історичний нарис О. Болдирєва закінчувався словами: «щоб там не святкували в Одесі у 1994 році, місто все одно на 400 років молодшим не стане. Як би там не було, а Одесі — 600». Нарис та газетні публікації О. Болдирєва викликали запеклу критику з боку прихильників офіційної дати заснування Одеси, зокрема, проросійських кіл, які вважали засновницею міста російську царицю Катерину ІІ, що спричинило гостру полеміку на сторінках місцевої преси.
1996 р. книга О.Болдирєва «Одесі — 600» була перекладена та видана данською мовою (A.V. Boldirev. ODESSA 600, Tridens. 1996). У 1990-х рр. О.Болдирєв опублікував серію статей у пресі та наукових часописах присвячених питанням української історії та політології, зокрема: Визвольній війні українського народу середини XVII ст. під проводом Б. Хмельницького; українському національному руху ХІХ — ХХ ст.; завданням українських просвітницьких організацій в умовах існування Незалежної України та ін.
В останні роки життя О. Болдирєв готував монографію присвячену історії польської громади Одеси. Плідну творчу діяльність перервала раптова смерть О. Болдирєва 29 грудня 2001 р.
Вже після смерті О. Болдирєва на сторінках наукових журналів вийшла друком його монографія «Шляхетська Полонія над Чорним морем» (з історії польської громади Одеси). Також перевидана була і книга О.Болдирєва «Одесі — 600». Перший раз — 2006 р., вдруге — 2014 р. Ідея перенесення офіційної дати заснування Одеси з 1794 р. на 1415 р. запропонована О.Болдирєвим стає все більш популярною серед науковців та громадськості міста.

## Основні наукові праці
- A.V. Boldirev. ODESSA 600, Tridens. 1996
- Історичні постаті України / Упоряд. О. В. Болдирєв. — Одеса, 1993.
- Болдирєв О. Одеська громада: історичний нарис про українське національне відродження в Одесі у 70-ті рр. XIX — почат. ХХ ст. — Одеса, 1994.
- Болдирєв О. В. Одесі — 600: історичний нарис. — Одеса, 1994. (перевидання: Одеса, 2006, 2014).
- Болдирєв О. В. Перша спроба організації української політичної партії. // Український історичний журнал. — 1995 . — N6.
- Болдирєв О. Шляхетська Полонія над Чорним морем // Юго-Запад. Одессика. — 2006, — № 1, № 2. (таж праця вийшла у журналі Кур'єр Кривбасу. — 2007. — Березень-квітень. — № 208-209).

## Посилення
- Болдирєв, Олександр Васильович — Каталоги — НБУВ . [Архівовано 24 березня 2022 у Wayback Machine.]
- Электронный каталог: Наукова бібліотека Одеського Національного університету імені І. І. Мечникова Болдирєв Олександр Васильович [Архівовано 5 березня 2016 у Wayback Machine.]